# Abadia das Três Fontes

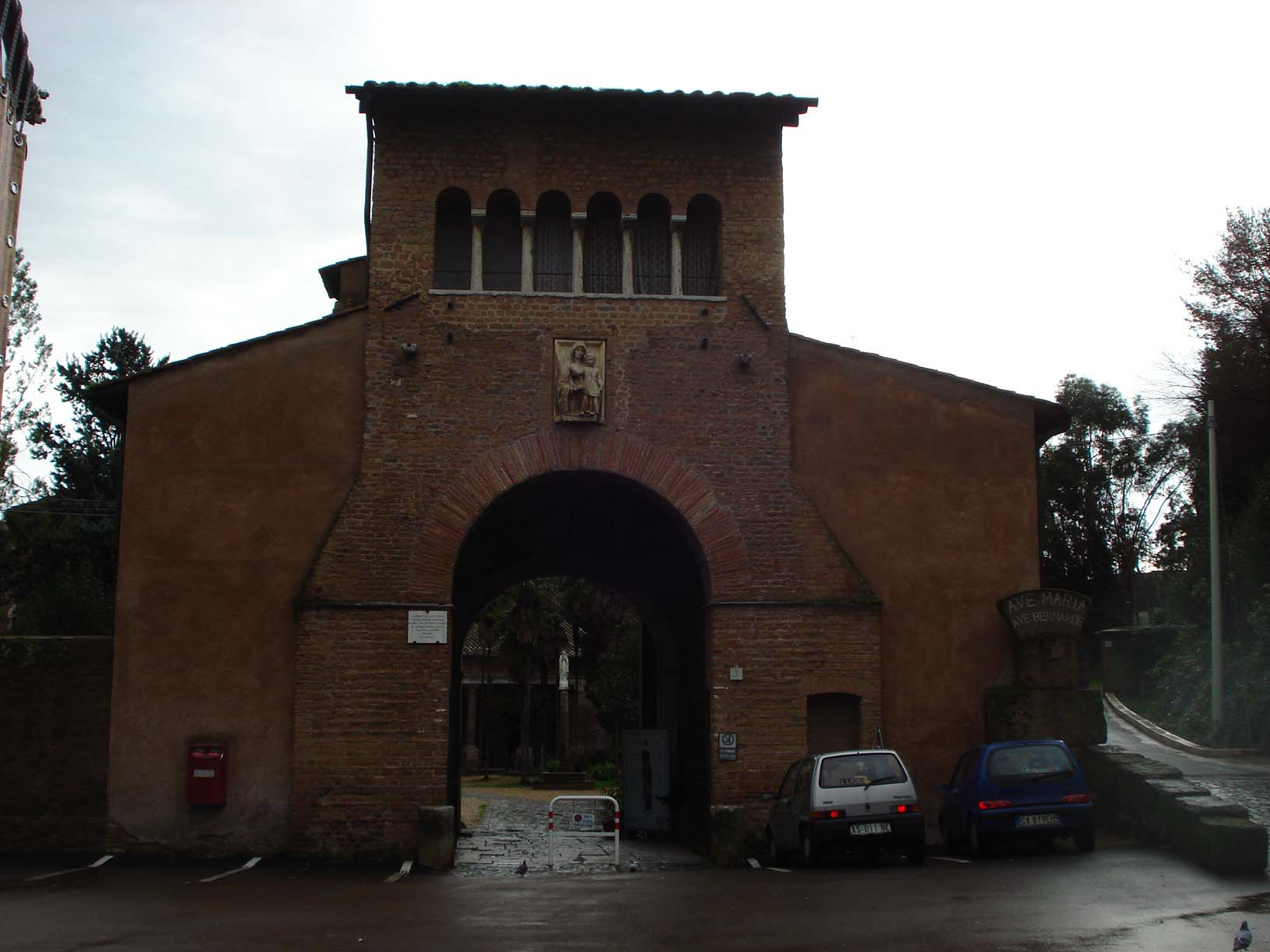
Arco de Carlos Magno, na abadia

A Abadia das Três Fontes (em latim: Abbatia trium fontium ad Aquas Salvias), também chamada de Abadia de São Vicente e Santo Anastácio, é uma abadia católica em Roma apontada como o local onde São Paulo foi decapitado por ordem do imperador Nero no ano 67 d.C., no quartiere Ardeatino de Roma. Segundo a tradição, a cabeça do santo, ao ser cortada, saltou e atingiu a Terra em três lugares, dos quais surgiram fontes.
Atualmente é mantida pelos monges trapistas da ordem cisterciense. Ela é conhecida por criar as ovelhas cuja lã é utilizada para tecer os pálios utilizados pelos arcebispos metropolitanos e abençoadas pelo Papa durante a festa de Santa Inês, em 21 de janeiro. Os pálios são depois entregues aos novos arcebispos na Festa de São Pedro e São Paulo, em 29 de junho.
Além da lã, os monges da Abadia das Três Fontes produzem diferentes tipos de mel (de flores, acácia e eucalipto), além de azeite, chocolates, marmelada, licor e cerveja.

## As igrejas

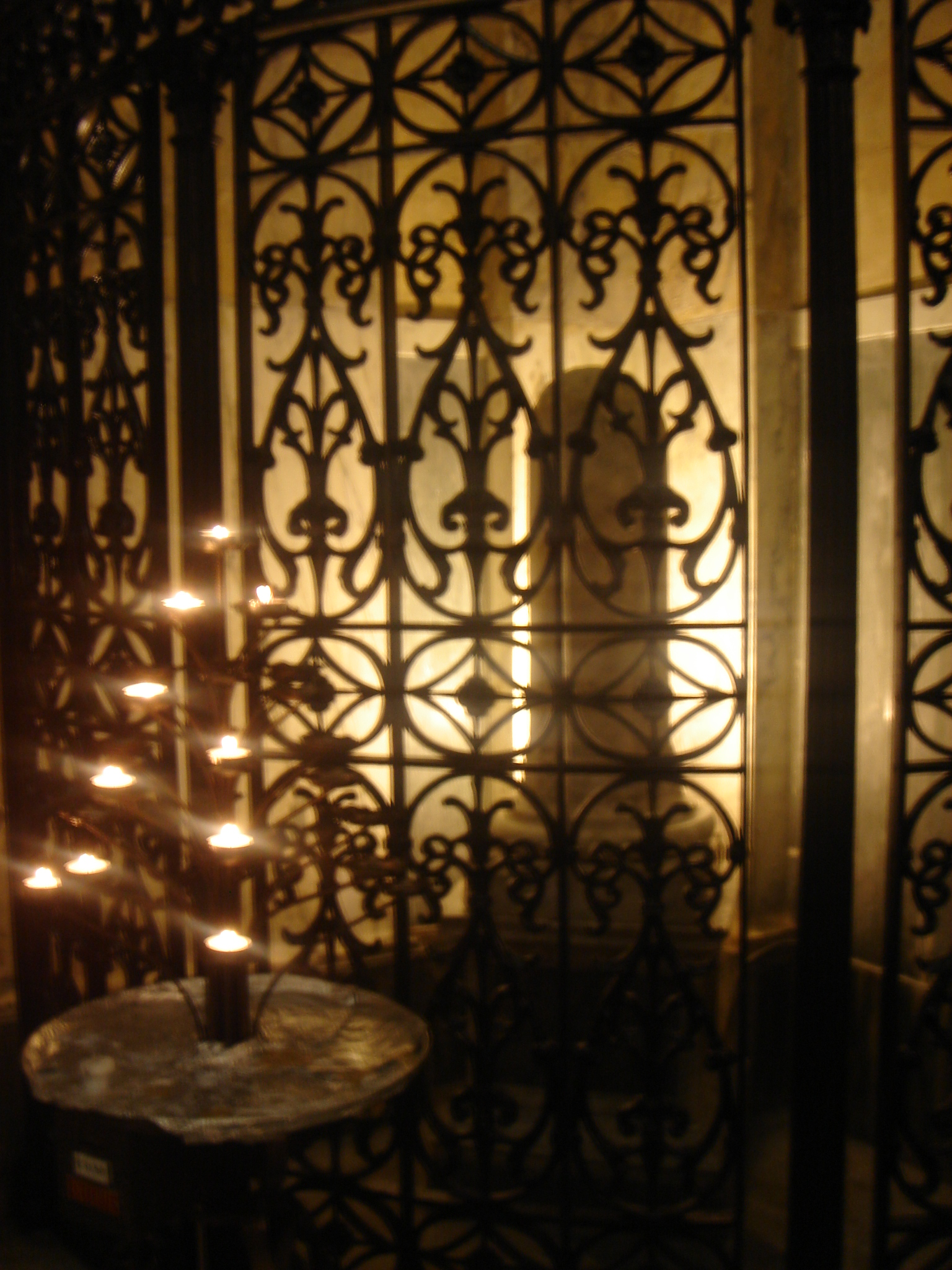
Coluna de Paulo, em San Paolo alle Tre Fontane.

Três igrejas pertencem ao mosteiro. A primeira, San Paolo alle Tre Fontane, foi erguida no local onde tradicionalmente acredita-se que o apóstolo Paulo foi decapitado por ordem do imperador romano Nero. A lenda diz que, uma vez separada do corpo, a cabeça bateu no chão em três diferentes lugares, de onde nasceram as fontes que deram nome à abadia. Elas ainda estão lá. A igreja também guarda a coluna que teria sido aquela a que Paulo estava amarrado quando foi martizado.
A segunda, Santa Maria Scala Coeli, dedicada à Virgem Maria sob o título de "Nossa Senhora dos Mártires", foi construída sobre as relíquias de São Zenão e seus 10.203 legionários, que foram martirizados durante a perseguição de Diocleciano, em 299 d.C. Nesta igreja está localizado o altar chamado Scala Coeli ("Escada para o céu"), que empresta seu nome à igreja em si.
A terceira foi, assim como o próprio mosteiro, dedicada à São Vicente e Santo Anastácio da Pérsia, construída pelo Papa Honório I em 626 d.C. e entregue à ordem dos beneditinos, que tomam conta também das outras duas igrejas.

## História

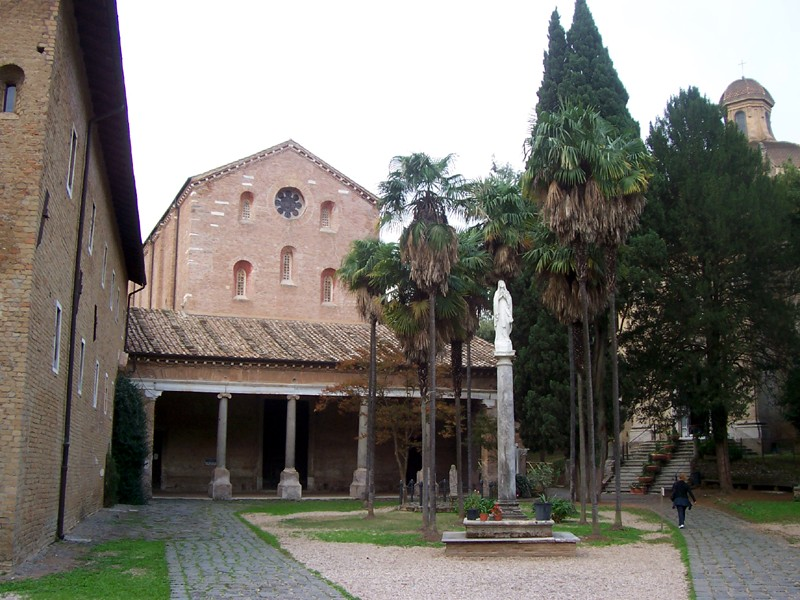
Igreja de São Vicente e Santo Anastácio

No final do século VII, as perseguições contra os monges no oriente realizadas pelos monotelitas obrigaram muitos deles a procurar abrigo em Roma. O Papa então dedicou esta abadia para servir-lhes de refúgio. Ela foi ricamente decorada através de doações, principalmente por Carlos Magno, que entregou Orbetello e outras onze cidades (e um considerável território) ao comando do abade, que passou então a exercer uma jurisdição ordinária (abbatia nullius) sobre a região.
No século XI, ela foi entregue à ordem de Cluny, o que foi revertido em 1140 pelo Papa Inocêncio II, que a entregou então a São Bernardo. Ele entregou-a para uma colônia cisterciense originalmente da Abadia de Claraval, com Bernardo Pignatelli como abade. Ele se tornaria o Papa Eugênio III cinco anos depois.
Quando Inocêncio entregou o mosteiro aos cistercienses, ele ordenou que a igreja fosse reformada e que os dormitórios fosse reconstruídos de acordo com as necessidades da ordem. Dos quatorze abades que governaram a abadia, diversos, além de Eugênio, se tornaram cardeais, legados ou bispos. O Papa Honório III reformou a igreja de São Vicente e Santo Anastácio e a reconsagrou pessoalmente em 1221, em conjunto com sete cardeais que consagraram os outros sete altares.
O cardeal Branda da Castiglione se tornou o primeiro abade comendador em 1419. Nos anos seguintes, este cargo tem sido preenchido por um cardeal, como foi o caso dos futuros Papas Clemente VII e Clemente VIII. Em 1519, o Papa Leão X autorizou os religiosos a elegerem seu próprio superior regular, um prior do claustro, independente do abade comendador, que também costuma ser um cardeal.

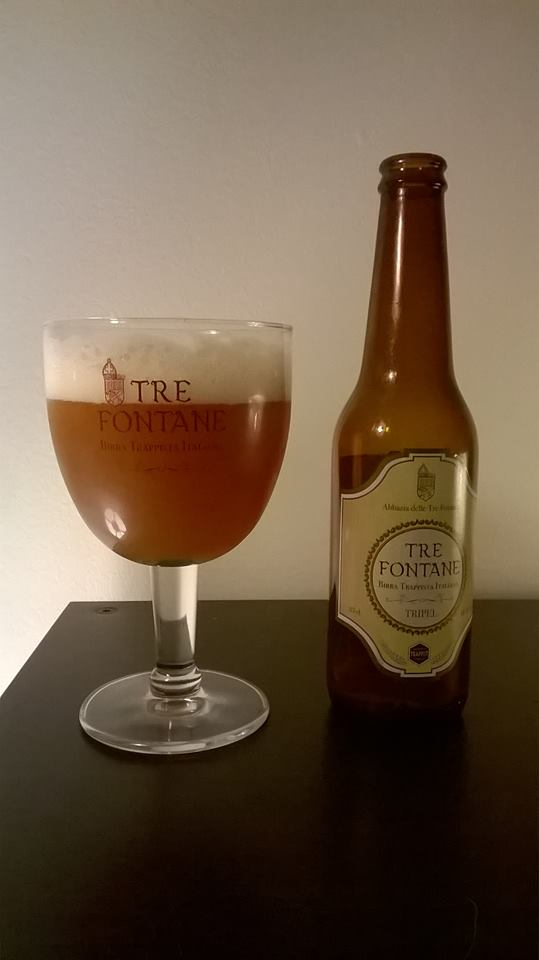
Cerveja Tre Fontane, fabricada pelos monges da Abadia

A ordem foi suprimida na invasão napoleônica em 1812 e, a partir, os santuários foram abandonados até que, em 1826, o Papa Leão XII os transferiu para os cuidados da Ordem dos frades menores (franciscanos). Porém, o objetivo do sumo pontífice acabou não se concretizando, pois a região era tão insalubre que nenhuma comunidade conseguiu se estabelecer ali, principalmente pela alta incidência de malária.
Em 1867, Papa Pio IX determinou como abade comendador das Três Fontes o seu primo, cardeal Milesi-Ferretti, que lutou para melhorar as condições físicas da região. Para garantir que os santuários estivessem bem cuidados, ele entregou novamente a ordem aos cistercienses. Uma comunidade foi então enviada para lá em 1868 vinda de La Grande Trappe para instituir uma morada regular no local e melhorar as condições de saúda das redondezas.
Quando os Estados papais foram incorporados durante a unificação da Itália, em 1870, os frades permaneceram em Tre Fontane. Eles primeiro a alugaram e depois a compraram do governo italiano em 1886, incluindo uma área de 4,99 km². Eles então iniciaram a utilização de métodos modernos para eliminar as condições que permitiam a proliferação da malária, plantando numerosos eucaliptos e outras árvores na região, algo que fizera parte das condições de venda pelo governo. A experiência foi um sucesso e a região se tornou tão saudável quanto Roma.

## Cervejaria Tre Fontane
Os monges da abadia são responsáveis pela frabricação da Cerveja trapista Tre Fontane Tripel, feita com eucaliptos plantados pelos próprios monges para combater um surto de malária no ano de 1870 e cultivados na abadia desde então. A cerveja é vendida apenas na abadia e em alguns restaurantes da região de Roma. Encorpada, tem alta carbonatação, final seco e possui teor alcoólico de 8,5%.
Recentemente os monges receberam o selo da Associação Internacional Trapista pela fabricação da cerveja. A certificação foi concedida aos monges após degustação realizada em maio de 2015 pela referida associação.
A Tre Fontane é 11ª cervejaria no rol dos autorizados a usar o selo de autenticidade trapista, juntamente com as belgas Westmalle, Orval, Westvleteren, Achel, Chimay e Rochefort, as holandesas La Trappe e Zundert, a austríaca Stift Engelszell e a americana Spencer.

## Modernidade
Com a finalidade de mostrar áreas de interesse religioso e de valores histórico e cultural, a Abadia, em parceria com a produtora italiana Sfera Productions, disponibiliza em seu museu equipamentos como poltronas, máscaras e fones de ouvido, possibilitando a visitação de seu complexo monástico através da realidade virtual. Por meio de projeções em 3D, o visitante virtual pode conhecer instalações da abadia, inclusive aquelas fechadas ao público como o claustro.